# حريق شقة فيلادلفيا 2022
حريق في شقة فيلادلفيا 2022 في صباح يوم 5 يناير 2022 اندلع حريق في منزل من ثلاثة طوابق تم تحويله إلى شقق في حي فيرمونت في فيلادلفيا بنسلفانيا في الولايات المتحدة. قُتل ثلاثة عشر شخصًا سبعة منهم أطفال، وأصيب اثنان آخران. تمكن ثمانية أشخاص آخرين من الفرار سالمين.
قالت إدارة إطفاء الحرائق في فيلادلفيا في تغريدة على وسائل التواصل الاجتماعي إن الحريق الذي اندلع في المبنى رقم 800 من شارع 23 شمالًا استغرق 50 دقيقة للسيطرة عليه. وجاءت مكالمة الإبلاغ عن الحريق في حوالي الساعة 6:40 صباحًا.